# Pseudocercospora neriella
Pseudocercospora neriella är en svampart som först beskrevs av Pier Andrea Saccardo, och fick sitt nu gällande namn av Deighton 1976. Pseudocercospora neriella ingår i släktet Pseudocercospora och familjen Mycosphaerellaceae.   Inga underarter finns listade i Catalogue of Life.